# هوراس كلارك
هوراس كلارك (23 يناير 1889 - 28 فبراير 1967) (بالإنجليزية: Horace Clark)‏ هو لاعب كريكت بريطاني (وحمل سابقاً جنسية المملكة المتحدة لبريطانيا العظمى وأيرلندا).